# Oscarsgalan 1955
Oscarsgalan 1955 som hölls 30 mars 1955 var den 27:e upplagan av Oscarsgalan där det prestigefyllda amerikanska filmpriset Oscar delades ut till filmer som kom ut under 1954.

## Priskategorier

### Bästa film
Vinnare:
Storstadshamn - Sam Spiegel
Övriga nominerade:
Myteriet på Caine - Stanley Kramer
Mannen du gav mig - William Perlberg
Sju brudar - sju bröder - Jack Cummings
Tre flickor i Rom - Sol C. Siegel

### Bästa manliga huvudroll
Vinnare:
Storstadshamn - Marlon Brando
Övriga nominerade:
Myteriet på Caine - Humphrey Bogart
Mannen du gav mig - Bing Crosby
En stjärna föds - James Mason
Robinson Crusoe - Dan O'Herlihy

### Bästa kvinnliga huvudroll
Vinnare:
Mannen du gav mig - Grace Kelly
Övriga nominerade:
Carmen Jones - Dorothy Dandridge
En stjärna föds - Judy Garland
Sabrina - Audrey Hepburn
En läkares samvete - Jane Wyman

### Bästa manliga biroll
Vinnare:
Barfotagrevinnan - Edmond O'Brien
Övriga nominerade:
Storstadshamn - Lee J. Cobb
Storstadshamn - Karl Malden
Storstadshamn - Rod Steiger
Myteriet på Caine - Tom Tully

### Bästa kvinnliga biroll
Vinnare:
Storstadshamn - Eva Marie Saint
Övriga nominerade:
En stol är ledig - Nina Foch
Den brutna lansen - Katy Jurado
Mellan himmel och hav - Jan Sterling
Mellan himmel och hav - Claire Trevor

### Bästa regi
Vinnare:
Storstadshamn - Elia Kazan
Övriga nominerade:
Fönstret åt gården - Alfred Hitchcock
Mannen du gav mig - George Seaton
Mellan himmel och hav - William A. Wellman
Sabrina - Billy Wilder

### Bästa manus
Vinnare:
Mannen du gav mig - George Seaton
Övriga nominerade:
Myteriet på Caine - Stanley Roberts
Fönstret åt gården - John Michael Hayes
Sabrina - Billy Wilder, Samuel A. Taylor, Ernest Lehman
Sju brudar - sju bröder - Albert Hackett, Frances Goodrich, Dorothy Kingsley

### Bästa berättelse
Vinnare:
Den brutna lansen - Philip Yordan
Övriga nominerade:
Kärlek, bröd och fantasi - Ettore Maria Margadonna
Förbjuden lek - François Boyer
Nattmänniskor - Jed Harris, Tom Reed
Sex i elden - Lamar Trotti

### Bästa berättelse och manus
Vinnare:
Storstadshamn - Budd Schulberg
Övriga nominerade:
Barfotagrevinnan - Joseph L. Mankiewicz
På vift med Genevieve - William Rose
Moonlight Serenade - Valentine Davies, Oscar Brodney
Ta i trä - Norman Panama, Melvin Frank

### Bästa foto (färg)
Vinnare:
Tre flickor i Rom - Milton R. Krasner
Övriga nominerade:
Sinuhe egyptiern - Leon Shamroy
Fönstret åt gården - Robert Burks
Sju brudar - sju bröder - George J. Folsey
Silverbägaren - William V. Skall

### Bästa foto (svartvitt)
Vinnare:
Storstadshamn - Boris Kaufman
Övriga nominerade:
Mannen du gav mig - John F. Warren
En stol är ledig - George J. Folsey
Gangsterpolisen - John F. Seitz
Sabrina - Charles Lang

### Bästa scenografi (svartvitt)
Vinnare:
Storstadshamn - Richard Day
Övriga nominerade:
Mannen du gav mig - Hal Pereira, Roland Anderson, Sam Comer, Grace Gregory
En stol är ledig - Cedric Gibbons, Edward C. Carfagno, Edwin B. Willis, Emile Kuri
Kärlekens fröjder - Max Ophüls
Sabrina - Hal Pereira, Walter H. Tyler, Sam Comer, Ray Moyer

### Bästa scenografi (färg)
Vinnare:
En världsomsegling under havet - John Meehan, Emile Kuri
Övriga nominerade:
Brigadoon - Cedric Gibbons, E. Preston Ames, Edwin B. Willis, F. Keogh Gleason
Désirée - Lyle R. Wheeler, Leland Fuller, Walter M. Scott, Paul S. Fox
Röda strumpeband - Hal Pereira, Roland Anderson, Sam Comer, Ray Moyer
En stjärna föds - Malcolm C. Bert, Gene Allen, Irene Sharaff, George James Hopkins

### Bästa kostym (svartvitt)
Vinnare:
Sabrina - Edith Head
Övriga nominerade:
Madame de... - Georges Annenkov, Rosine Delamare
En stol är ledig - Helen Rose
Ödets perrong - Christian Dior
Sånt händer med flickor - Jean Louis

### Bästa kostym (färg)
Vinnare:
Helvetets port - Sanzo Wada
Övriga nominerade:
Brigadoon - Irene Sharaff
Désirée - Charles Le Maire, René Hubert
En stjärna föds - Jean Louis, Mary Ann Nyberg, Irene Sharaff
Sex i elden - Charles Le Maire, Travilla, Miles White

### Bästa ljud
Vinnare:
Moonlight Serenade - Leslie I. Carey (U-I)
Övriga nominerade:
Brigadoon - Wesley C. Miller (M-G-M)
Myteriet på Caine - John P. Livadary (Columbia SSD)
Fönstret åt gården - Loren L. Ryder (Paramount)
Susan sov hos mej - John Aalberg (RKO Radio)

### Bästa klippning
Vinnare:
Storstadshamn - Gene Milford
Övriga nominerade:
Myteriet på Caine - William A. Lyon, Henry Batista
Mellan himmel och hav - Ralph Dawson
Sju brudar - sju bröder - Ralph E. Winters
En världsomsegling under havet - Elmo Williams

### Bästa specialeffekter
Vinnare:
En världsomsegling under havet -  (Walt Disney Studios)
Övriga nominerade:
Havets demoner -  (20th Century-Fox)
Spindlarna -  (Warner Bros.)

### Bästa sång
Vinnare:
Tre flickor i Rom - Jule Styne (musik), Sammy Cahn (text) för "Three Coins in the Fountain"
Övriga nominerade:
White Christmas - Irving Berlin för "Count Your Blessings Instead of Sheep"
Mellan himmel och hav - Dimitri Tiomkin (musik), Ned Washington (text) för "The High and the Mighty"
Susan sov hos mej - Jack Lawrence, Richard Myers för "Hold My Hand"
En stjärna föds - Harold Arlen (musik), Ira Gershwin (text) för "The Man that Got Away"

### Bästa filmmusik (musikal)
Vinnare:
Sju brudar - sju bröder - Adolph Deutsch, Saul Chaplin
Övriga nominerade:
Carmen Jones - Herschel Burke Gilbert
Moonlight Serenade - Joseph Gershenson, Henry Mancini
En stjärna föds - Ray Heindorf
Sex i elden - Alfred Newman, Lionel Newman

### Bästa filmmusik (drama eller komedi)
Vinnare:
Mellan himmel och hav - Dimitri Tiomkin
Övriga nominerade:
Myteriet på Caine - Max Steiner
På vift med Genevieve - Larry Adler
Storstadshamn - Leonard Bernstein
Silverbägaren - Franz Waxman

### Bästa kortfilm (tvåaktare)
Vinnare:
A Time Out of War - Denis Sanders, Terry Sanders
Övriga nominerade:
Beauty and the Bull - Cedric Francis
Jet Carrier - Otto Lang
Siam - Walt Disney

### Bästa kortfilm (enaktare)
Vinnare:
This Mechanical Age - Robert Youngson
Övriga nominerade:
The First Piano Quartette - Otto Lang
Strauss Fantasy - Johnny Green

### Bästa animerade kortfilm
Vinnare:
When Magoo Flew - Stephen Bosustow
Övriga nominerade:
Crazy Mixed Up Pup - Walter Lantz
En svinaktig historia - Walt Disney
Sandy Claws - Edward Selzer
Touché, Pussy Cat! - Fred Quimby

### Bästa dokumentära kortfilm
Vinnare:
Thursday's Children -  (World Wide Pictures, Morse Films)
Övriga nominerade:
Jet Carrier - Otto Lang
Rembrandt: A Self-Portrait - Morrie Roizman

### Bästa dokumentärfilm
Vinnare:
Prärien som försvinner - Walt Disney
Övriga nominerade:
The Stratford Adventure - Guy Glover

### Heders-Oscar
Bausch & Lomb Optical Co.
Kemp Niver
Greta Garbo
Danny Kaye
Kidnappers - skogarnas folk - Jon Whiteley
Kidnappers - skogarnas folk - Vincent Winter
Helvetets port (Japan) bästa utländska film, hade premiär i USA först 1954